# Grauer Alpendost
Der Graue Alpendost (Adenostyles alliariae) ist eine Pflanzenart aus der Gattung Alpendost (Adenostyles) innerhalb der Familie der Korbblütler (Asteraceae).

## Beschreibung

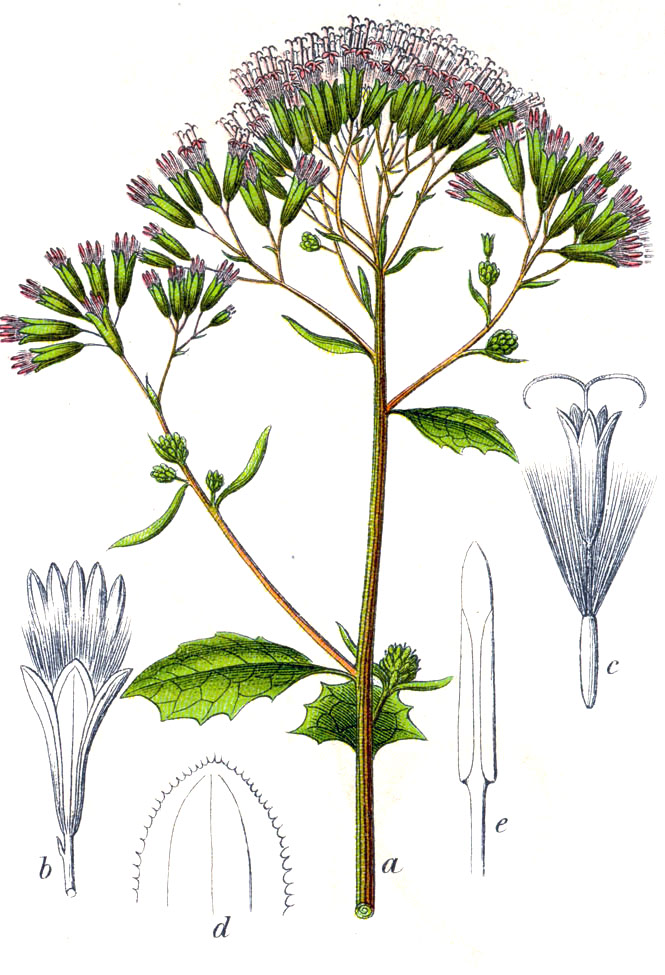
Illustration aus Sturm

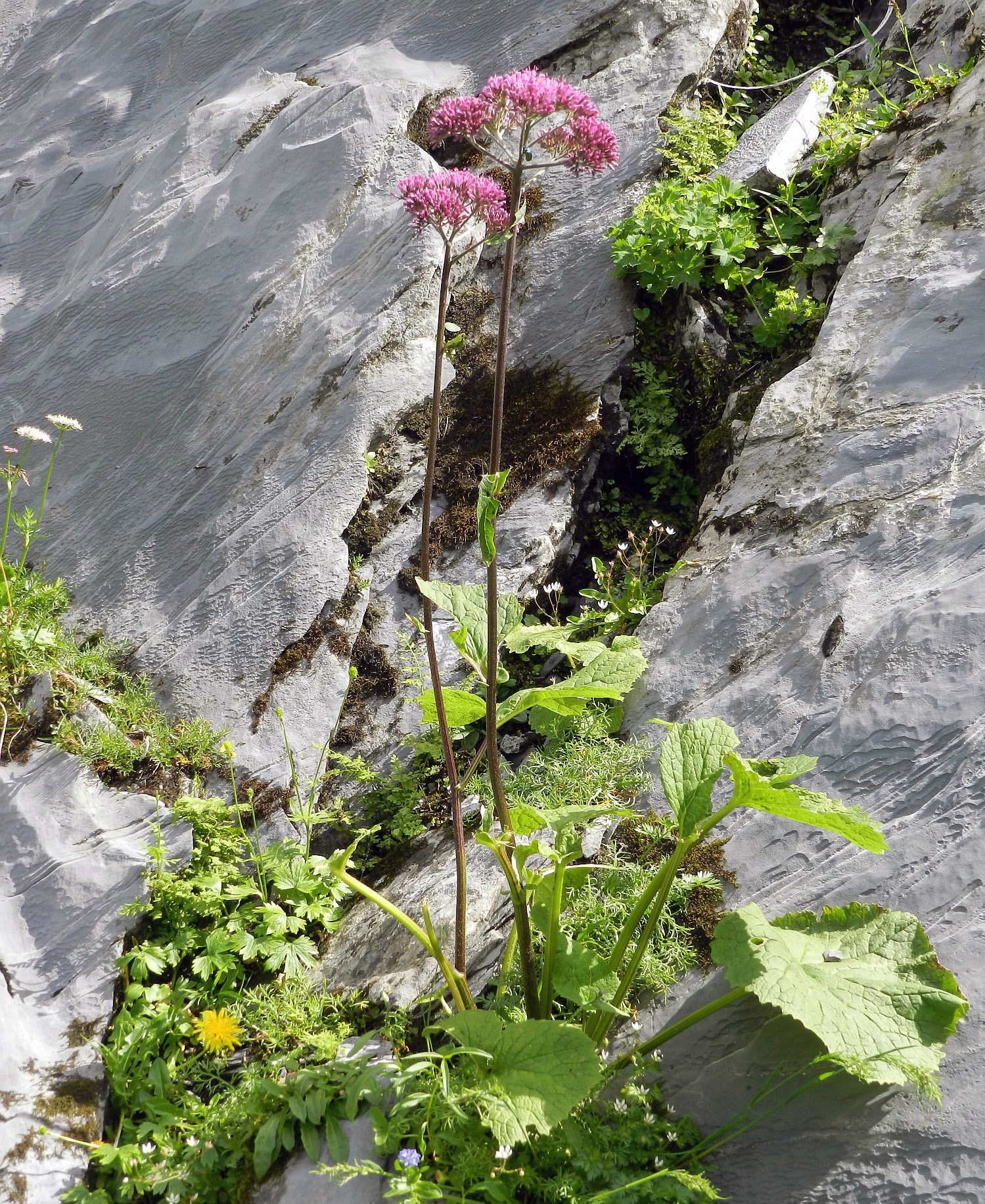
Habitus im Habitat

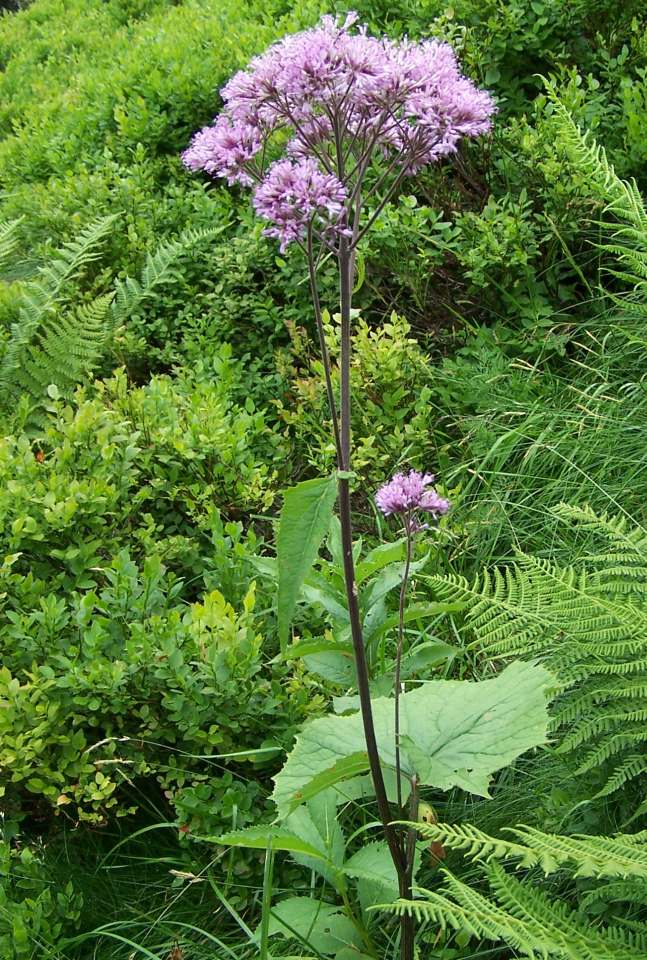
Blütenstand und Laubblatt

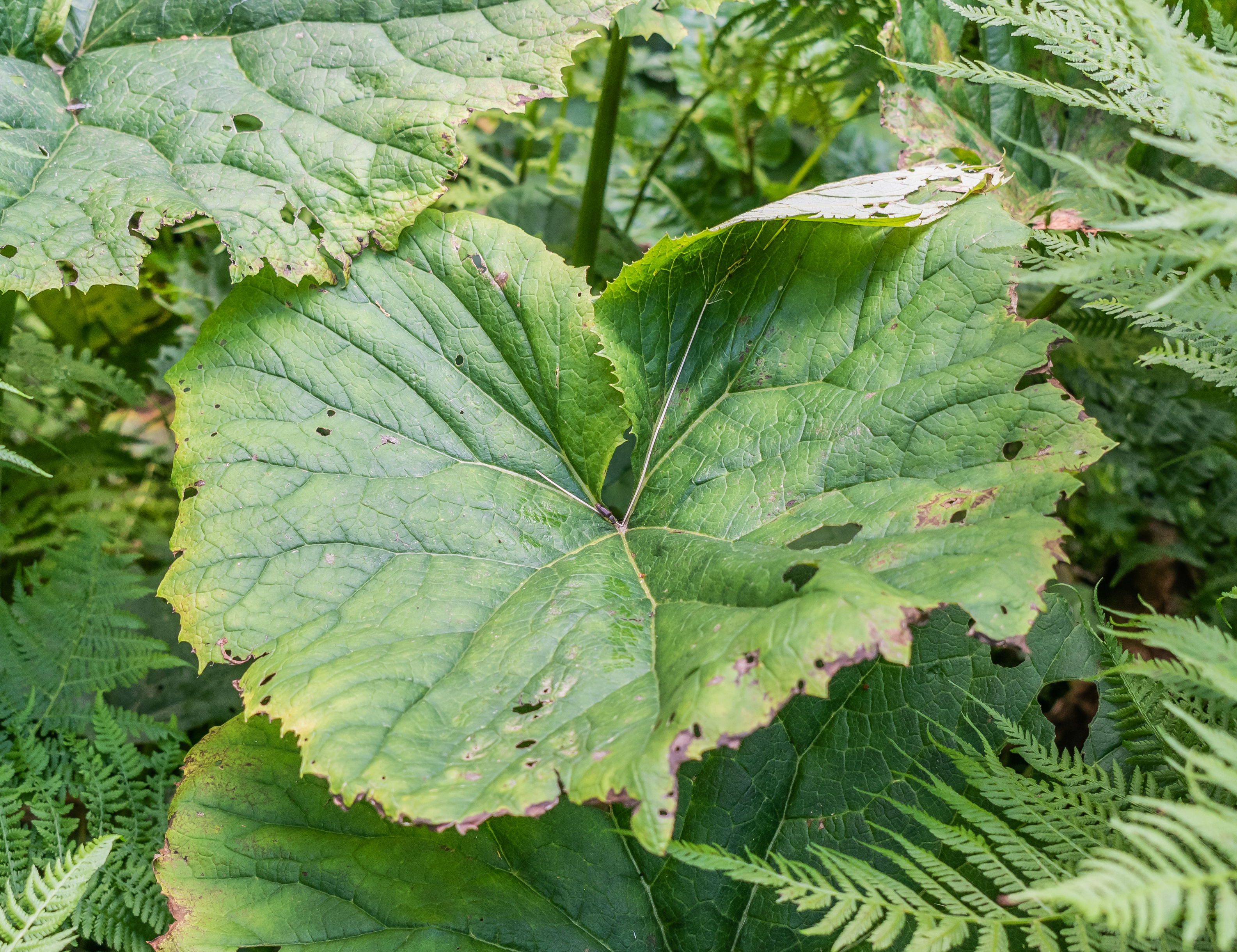
Laubblatt

### Vegetative Merkmale
Der Graue Alpendost wächst als ausdauernde krautige Pflanze und erreicht Wuchshöhen von 60 bis 150 Zentimetern. Der Stängel ist im oberen Bereich behaart und in der unteren Hälfte kahl.
Die Grundblätter sind bis zu 50 Zentimeter groß, lang gestielt, unregelmäßig grob gezähnt, unterseits filzig und herzförmig eingebuchtet. Im Unterschied zum Grünen Alpendost sind die oberen Stängelblätter meist sitzend und am Grunde geöhrt.

### Generative Merkmale
Die Blütezeit reicht von Juli bis August. In einem doldenrispigen Gesamtblütenstand sind die Körbchen zusammengefasst. Die Blütenkörbchen enthalten nur drei bis zehn Blüten. Die rote Blütenkrone ist 7 bis 8 Millimeter lang, ihre Zipfel nehmen etwa ein Drittel bis ein Viertel der Länge des ganzen Saums ein.
Die Achänen sind 3 bis 6 Millimeter lang. Der Pappus ist 4 bis 5 Millimeter lang.
Die Chromosomenzahl beträgt 2n = 38.

## Vorkommen

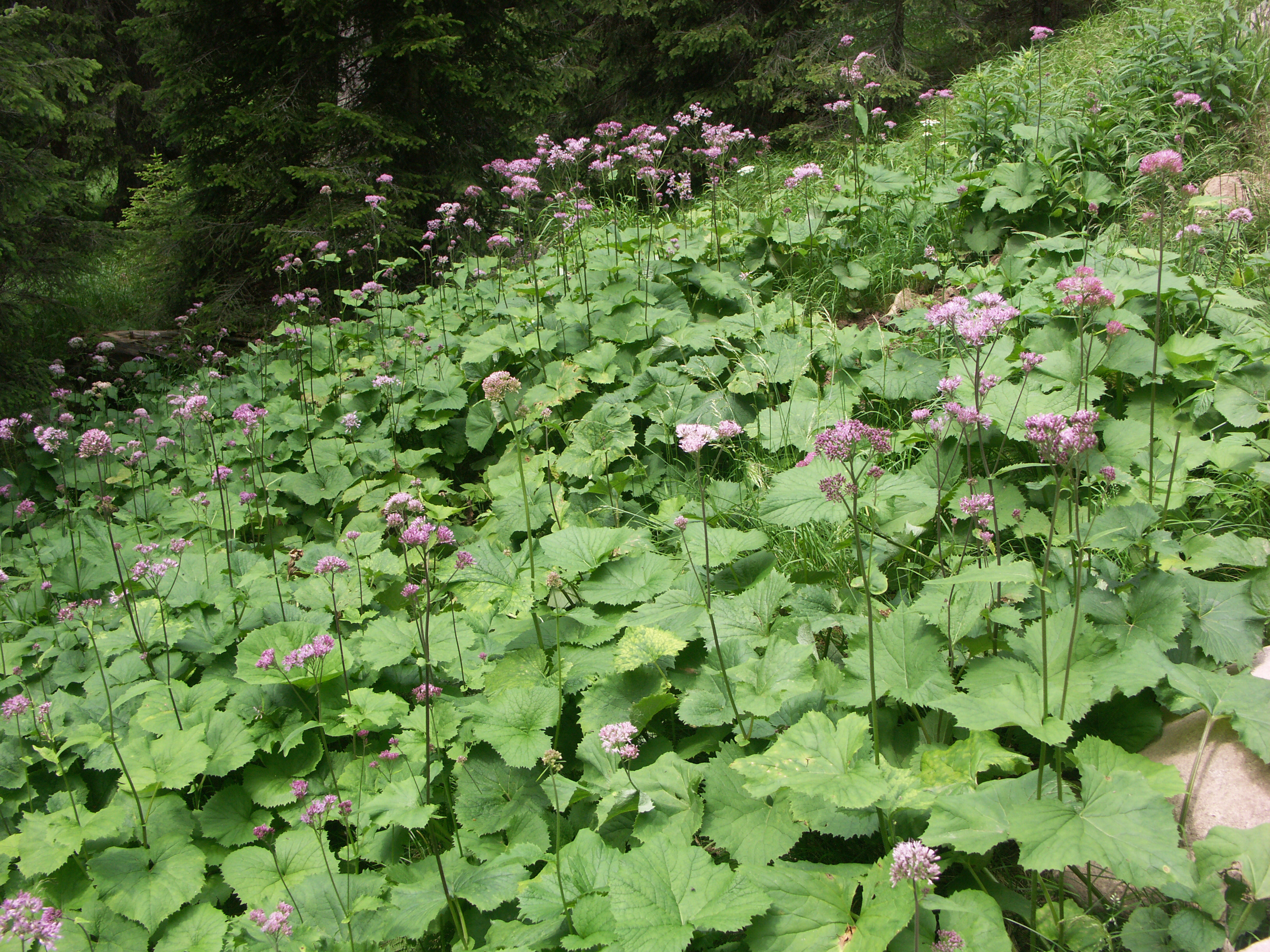
Bestand im Habitat

Das Verbreitungsgebiet von Adenostyles alliariae umfasst Spanien, Frankreich, Deutschland, Italien, die Schweiz, Österreich, Tschechien, Polen, die Slowakei, die Balkanhalbinsel, Bulgarien, Rumänien, die Ukraine und die Türkei.
Der Graue Alpendost kommt auf stickstoffreichen, kalkarmen, basenreichen Böden in Bergwäldern und Hochstaudenfluren vor. Er ist eine Adenostyletalia-Ordnungscharakterart (stickstoffliebende, montane Hochstaudenfluren), kommt aber auch im Aceri-Fagetum (Bergahorn-reiche, hochmontane Buchenmischwälder), im Ulmo-Aceretum (eine Schluchtwald-Gesellschaft) oder in staudenreichen Piceion (Fichtenwald)-Pflanzengesellschaften vor.
Die ökologischen Zeigerwerte nach Landolt et al. 2010 sind in der Schweiz: Feuchtezahl F = 3+ (feucht), Lichtzahl L = 2 (schattig), Reaktionszahl R = 3 (schwach sauer bis neutral), Temperaturzahl T = 2 (subalpin), Nährstoffzahl N = 4 (nährstoffreich), Kontinentalitätszahl K = 2 (subozeanisch).
Der Graue Alpendost findet sich im Alpenvorland und in den Alpen in Höhenlagen zwischen 1000 und 2000 Meter, in Schluchtwäldern kommt er bis 2100 Meter vor. In den Allgäuer Alpen steigt er zwischen Älpele und Rauheck in Bayern in Höhenlagen von bis zu 2200 Metern auf.
Außerhalb des Alpenraumes tritt er nur als Eiszeitrelikt auf.

## Ökologie
Der Grauer Alpendost eine Wirtspflanze der Rostpilz-Arten Uromyces veratri, Uromyces cacaliae, Coleosporium cacaliae und Puccinia expansa.
Der Pestwurz-Blattkäfer (Oreina cacaliae) lebt auf den Blättern.

## Systematik
Ein Synonym für Adenostyles alliariae (Gouan) Kern. ist Adenostyles albifrons (L. f.) Reichenb.
Je nach Autor gibt es etwa zwei Unterarten:
- Adenostyles alliariae (Gouan) A.Kern. subsp. alliariae
- Adenostyles alliariae subsp. orientalis (Boiss.) Greuter (Syn.: Adenostyles orientalis Boiss.): Sie kommt nur in Griechenland, in Nordmazedonien und in der Türkei vor.[3]

Manche Autoren haben noch die Unterarten subsp. macrocephala, subsp. pyrenaica und subsp. briquetii zu dieser Art gestellt. Nach Euro+Med sind sie aber besser zu Adenostyles alpina zu stellen.

## Trivialnamen
Neben Grauer Alpendost sind oder waren, zum Teil auch nur regional, folgende Trivialnamen gebräuchlich: Alpenpestkraut, Großer Berglattich (Schlesien), Scheiskraut (Schweiz), Schieskraut (Schweiz) und Rosslattich (Schlesien).